# Susan Fuentes
Susan Fuentes (Butuan, 1 november 1954 – Quezon City, 7 september 2013) was een Filipijnse zangeres. Ze werd in de jaren 70 en 80 bekend als de Queen of Visayan Songs.

## Biografie
Susan Fuentes werd geboren als Susan Toyogan in Butuan in de Filipijnse provincie Agusan del Sur. Ze was de vierde uit een gezin van vijf kinderen, waar ze het zingen van huis uit meekreeg. Al op 5-jarige leeftijd deed Fuentes mee aan zangwedstrijden. Na het voltooien van de middelbare school vertrok ze in 1970 naar Manilla. Ze trad er op in de populaire nachtclub Victoria's Peak en tekende met hulp van een zus van zanger Merci een platencontract bij Alpha Music Corporation (AMC), waar ook onder meer Diomedes Maturan, Jay Ilagan, Darius Razon en Nora Aunor onder contract stonden. Bij AMC bracht ze liedjes in lokale Visayan-talen uit onder de artiestennaam Susan Fuentes, geïnspireerd op de namen van Susan Roces en Amalia Fuentes, twee populaire actrices uit die tijd.
Nog voor het einde van haar vijfjarige contract stapte ze over naar Jem Recording, een platenmaatschappij van de Ayala-familie. Bij deze platenmaatschappij had ze veel succes als Queen of Visayan Songs. Ze zong voornamelijk in de lokale Visayan-talen zoals Cebuano, Boholano en Ilonggo en bracht in totaal zeven platen uit, die allemaal de gouden status bereikten. Nummers die Fuentes zong waren klassieke nummers als Matud Nila (Ze zeggen), Gimingaw Ako (Ik voel me eenzaam), Usahay (Soms) en Rosa Pandan. Ook was ze de eerste vertolker van Miss Kuta Kung Christmas.
In de jaren 90 stopte ze met optreden. Ze had privé- en gezondheidsproblemen en onderging in 2002 een niertransplantatie. Nadien trad ze nog incidenteel op. Later kreeg ze opnieuw gezondheidsproblemen. In 2012 organiseerden collega-artiesten een benefietconcert om de kosten van haar behandeling te kunnen betalen. Fuentes overleed uiteindelijk in 2013 op 58-jarige leeftijd in het National Kidney Institute aan de gevolgen van darmkanker. Ze had twee kinderen.